# St. Mary's of Aransas, Texas
St. Mary's of Aransas (en español: Santa María de Aransas) es un pueblo fantasma cerca de la actual comunidad de Bayside en el condado de Refugio, Texas, Estados Unidos. Sirvió de asentamiento y puerto principal hasta que apareció Rockport a fines del siglo XIX.

## Historia
St. Mary's of Aransas fue fundada hacia 1850, unos tres kilómetros (dos millas) al norte del asentamiento de Black Point, cerca del puerto de Copano, por el promotor inmobiliario Joseph F. Smith. La ciudad pronto se convirtió en un puerto importante y devino en un centro líder en materiales de construcción y madera en la costa de Texas. Otras mercancías que de ahí se despachaban; incluían pieles, sebo, ganado y algodón, las cuales se enviaban por medio de carretas a Refugio, Goliad, Beeville y San Antonio.
Durante la guerra civil estadounidense, el puerto fue utilizado por evasores del bloqueo y, a raíz de esto, las tropas federales atacaron e incendiaron un almacén y dos embarcaderos. Algunos ciudadanos destacados abandonaron la ciudad durante el conflicto, incluido Joseph F. Smith. Después de la guerra, las Líneas Morgan estaban conectadas con el poblado y hacían paradas en el puerto. Pero después de un huracán de 1875 y la acumulación de naufragios en la bahía de Copano debido a arrecifes poco profundos, las líneas dejaron de parar en el pueblo. St. Mary's fue nombrada sede del condado de Refugio en la Constitución de Texas de 1869, pero perdió la denominación ante el creciente puerto de Rockport en 1871. En la década de 1880, se construyó el ferrocarril de San Antonio y Aransas Pass hasta Rockport en lugar de St. Mary's, y otro huracán de 1886 destruyó una escuela y los embarcaderos. El pueblo decayó aún más después de otra tormenta al año siguiente, y para 1907, se cerraron la tienda principal y la oficina de correos.
Entre 1909 y 1910, el antiguo emplazamiento de St. Mary's fue anexado por el pueblo de Bayside,  fundado en 1908, y el cual se extendió con el tiempo cinco kilómetros y medio (tres millas y media) a lo largo de la bahía de Copano desde Black Point.

## Residentes notables
- La filántropa Clara Driscoll, quien es considerada la "Salvadora de El Álamo" debido a sus esfuerzos de conjunto con las Hijas de la República de Texas para restaurar y adquirir la Misión de El Álamo en San Antonio de 1903 a 1905, nació en el pueblo en 1881.[5]
- El político Alfred Marmaduke Hobby estableció una tienda en St. Mary's of Aransas en 1857 y fue electo miembro de la Cámara de Representantes de Texas dos años después. Mientras estuvo en la Cámara, representó al pueblo y abogó por los derechos de los estados. Hobby luchó por la Confederación durante la Guerra Civil y se destaca por los poemas patrióticos que escribió como soldado.[6]